# Will Estes
Will Estes, właściwie William Estes Nipper (ur. 21 października 1978 w Los Angeles) − amerykański aktor, telewidzom znany przede wszystkim jako sierżant Jameson „Jamie” Reagan, najmłodszy syn Franka Reagana (Tom Selleck) w serialu policyjnym CBS Zaprzysiężeni (Blue Bloods), a także jako JJ Pryor, utalentowany futbolista, jeden z głównych bohaterów serialu NBC American Dreams.

## Życiorys

### Wczesne lata
Urodził się i dorastał w Los Angeles w Kalifornii jako syn Mary Lu Estes (z domu Chasteen), administratorki biura, i Williama „Billa” Nippera, projektanta. Ukończył Santa Monica College.

### Kariera
W 1984 mając sześć lat zadebiutował na telewizyjnym ekranie jako Brandon DeMott Capwell, syn Channinga Capwella Juniora (Robert Brian Wilson) i Santany Andrade (Ava Lazar), w operze mydlanej NBC Santa Barbara. W wieku siedmiu lat wystąpił gościnnie jako Samuel Hays w serialu NBC Autostrada do nieba (Highway to Heaven). Rozpoznawalność przyniosła mu rola Willa McCullougha w serialu familijnym The New Lassie (1989–1992) z Dee Wallace i Jonem Provostem, za którą w latach 1990-1992 był trzykrotnie nominowany do Nagrody Młodych Artystów. Wystąpił w teledysku Meat Loaf do utworu „Objects in the Rear View Mirror May Appear Closer Than They Are” (1994)) i wideoklipie zespołu Bon Jovi do piosenki „It’s My Life” (2000) z Shiri Appleby.
W 1996 za występ jako Cory Hartman w sitcomie familijnym The WB Kirk (1995–1996) z Kirkiem Cameronem zdobył nominację do Nagrody Młodych Artystów. W sensacyjnym filmie wojennym Jonathana Mostowa U-571 (2000) zagrał Seamana Ronalda „Rabbita” Parkera, speca od torped po boku Matthew McConaugheya, Billa Paxtona i Jona Bon Jovi. W 2003 był gościem serii NBC Celebrity Jeopardy!, emitowanej w programie Saturday Night Live. W dreszczowcu telewizyjnym Groźne zauroczenie (Shadow of Fear, 2012) z udziałem Amandy Righetti, Catherine Hicks, Harry’ego Hamlina i Erica Szmandy wcielił się w postać chorego na schizofrenię Morgana Pierce’a.

## Życie prywatne
W październiku 2020 związał się z aktorką Torrey DeVitto. Jest wegetarianinem i miłośnikiem motocykli.

## Filmografia (wybór)
- Blue Bloods jako Jamie Reagan
- American Dreams (2002–2005) jako JJ Pryor (serial TV)
- May (2002) jako Chris, współlokator Adama
- U-571 (2000) jako Seaman Ronald "Rabbit" Parker, spec od torped
- Tajny świat Alex Mack (The Secret World of Alex Mack, 1997–1998) jako Hunter Reeves (serial TV)
- Kirk (1995) jako Cory Hartman (serial TV)
- The New Lassie (1989) jako Will McCullough (serial TV)